# Manuscripta Mediaevalia

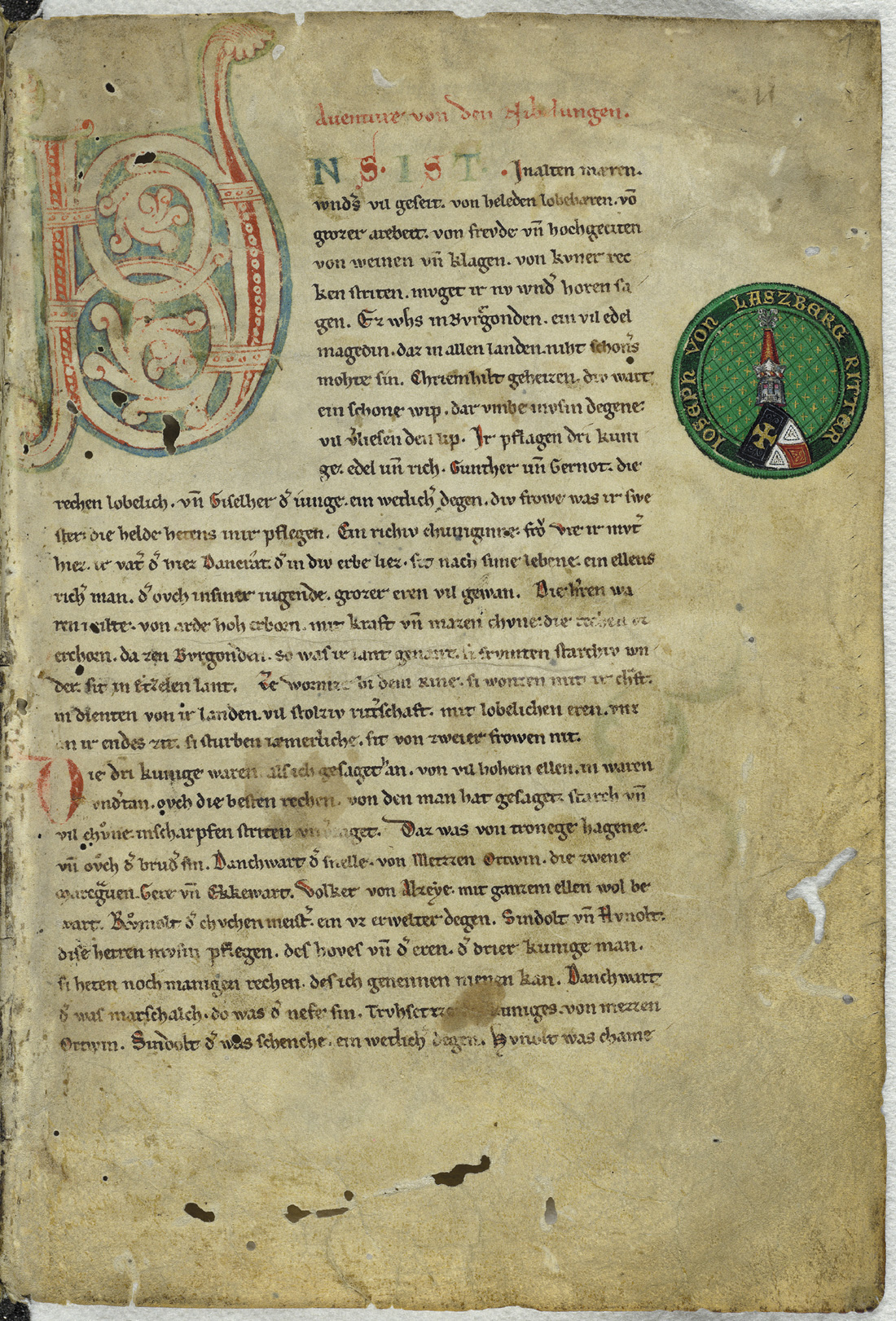
Erste Seite der Handschrift C des Nibelungenlieds (um 1220–1250). Badische Landesbibliothek, Karlsruhe (Codex Donaueschingen 63).

Manuscripta Mediaevalia war ein Webportal und ermöglichte den ortsunabhängigen und kostenfreien Zugang zu den Ergebnissen der Katalogisierung und Digitalisierung mittelalterlicher Handschriften im deutschen Sprachraum. Die oftmals nicht mehr oder unvollständig überlieferten Bestände mittelalterlicher Bibliotheken wurden so virtuell greifbar.

## Portal
Das Handschriftenforum Manuscripta Mediaevalia bot unter einer einheitlichen Benutzeroberfläche den Zugang zu wissenschaftlichen Beschreibungen und digitalen Bildern mittelalterlicher Handschriften aus verschiedenen öffentlichen Bibliotheken in Deutschland, Österreich und der Schweiz. Es machte zuletzt (Stand 2017) Digitalisate von und Beschreibungen zu mehr als 120.000 Handschriften hauptsächlich aus deutschen Bibliotheken verfügbar. Bestandsübersichten, sortiert nach Bibliotheken und deren Standorten, boten Orientierung über die Bestände mittelalterlicher Handschriften. Auf Basis der national standardisierten Weise der Katalogisierung war eine strukturierte Suche, etwa nach Autorennamen, Bibliotheksstandorten oder Textanfängen möglich. Die Navigation durch das Register der ikonographischen Themen bot einen übersichtlichen, hierarchisch strukturierten Zugang zu den Darstellungen in 2.500 illuminierten Handschriften.
Das Portal wurde von wissenschaftlichen Bibliotheken mit überregionaler Bedeutung sowie dem Bildarchiv Foto Marburg aufgebaut und gepflegt. 
Zum 11. Dezember 2023 wurde Manuscripta Mediaevalia abgeschaltet und funktional durch das Handschriftenportal abgelöst. Permalinks sollen weitergeleitet werden, allerdings sind viele Bestände noch nicht migriert, so dass die Weiterleitung nicht möglich ist.

## Träger
Träger von Manuscripta Mediaevalia waren die Staatsbibliothek zu Berlin, das Bildarchiv Foto Marburg und die Bayerische Staatsbibliothek München. Die Entwicklung und der Ausbau von Manuscripta Mediaevalia wurden von der Deutschen Forschungsgemeinschaft (DFG) unterstützt. Technischer Betreiber des Portals war das Bildarchiv Foto Marburg.